# Ca Taller
Ca Taller és un edifici del municipi de Garcia (Ribera d'Ebre) inclosa en l'Inventari del Patrimoni Arquitectònic de Catalunya situat a la Plaça Catalunya, al centre del nucli de Garcia.

## Descripció
Es tracta d'un edifici entre mitgeres de planta rectangular i tres crugies. Consta de planta baixa, dos pisos i golfes i té la coberta a dues vessants amb el carener paral·lel a la façana. El frontis es compon simètricament segons tres eixos, definits amb finestres d'arc pla arrebossat, excepte a les golfes, on són d'arc rebaixat. S'hi accedeix per un portal d'arc pla amb timpà semicircular, que es troba alineat amb una gran arcada en arc carpanell que constitueix l'entrada del perxe del carrer de la Vall. Aquest transcorre per sota la casa i es troba suportat amb un embigat de fusta perpendicular al carrer. Els finestrals dels pisos superiors tenen sortida a un balcó de baranes forjades; entre dos d'aquests hi ha un rellotge de sol de notables dimensions que incorpora la data "1867".